# 이대로 죽을 수 없다
"이대로 죽을 수 없다"는 한국에서 제작된 최경옥 감독의 1964년 영화이다. 박노식 등이 주연으로 출연하였고 신상옥 등이 제작에 참여하였다.

## 출연

### 주연
- 박노식
- 황해
- 백은희

## 기타
- 조명: 정경희
- 미술: 송백규